# Santorcaz
Santorcaz é um município da Espanha na província e comunidade autónoma de Madrid, de área 28,14 km² com população de 789 habitantes (2007) e densidade populacional de 24,06 hab/km².

## Demografia
| Variação demográfica do município entre 1991 e 2006 | Variação demográfica do município entre 1991 e 2006 | Variação demográfica do município entre 1991 e 2006 | Variação demográfica do município entre 1991 e 2006 |
| --------------------------------------------------- | --------------------------------------------------- | --------------------------------------------------- | --------------------------------------------------- |
| 1991                                                | 1996                                                | 2001                                                | 2006                                                |
| 534                                                 | 529                                                 | 604                                                 | 800                                                 |